# Hengshui (häradshuvudort i Kina, Jiangxi Sheng, lat 25,70, long 114,32)
Hengshui (kinesiska: 横水, 崇义县) är en häradshuvudort i Kina. Den ligger i provinsen Jiangxi, i den sydöstra delen av landet, omkring 370 kilometer sydväst om provinshuvudstaden Nanchang. Antalet invånare är 187 234. Befolkningen består av 91 932 kvinnor och 95 302 män. Barn under 15 år utgör 21,0 %, vuxna 15-64 år 69 %, och äldre över 65 år 8,0 %.
Runt Hengshui är det ganska tätbefolkat, med 139 invånare per kvadratkilometer. Det finns inga andra samhällen i närheten. I omgivningarna runt Hengshui växer i huvudsak blandskog.
Genomsnittlig årsnederbörd är 1 813 millimeter. Den regnigaste månaden är maj, med i genomsnitt 285 mm nederbörd, och den torraste är oktober, med 16 mm nederbörd.